# Untermeitingen
Untermeitingen je obec v německé spolkové zemi Bavorsko, v zemském okrese Augsburg ve vládním obvodu Švábsko.
V roce 2014 zde žilo 6 527 obyvatel.

## Poloha
Sousední obce jsou: Graben, Kleinaitingen, Klosterlechfeld, Langerringen, Obermeitingen, Scheuring a Schwabmünchen.

## Politika

### Starostové
- 1978–2014 Georg Klaußner (CSU)
- od roku 2014 Simon Schropp